# ماثيو فليندرز
ماثيو فليندرز (بالإنجليزية: Matthew Flinders) (1774 - 1814)، ملاح ومستكشف وعالم إنجليزي قاد رحلة دارت حول سواحل أستراليا بالكامل وصنفها كقارة. قام فليندرز بثلاث رحلات إلى المحيط الجنوبي بين عامي 1791 و1810. وأكد في رحلة الثانية مع زميله جورج باس أن أرض فان ديمن (أو تسمانيا) هي جزيرة. دار حول ساحل أستراليا ورافقه رجل من السكان الأصليين يدعى بونغاري. قرر العودة إلى إنجلترا عام 1803، وتوقف عند جزيرة إيل دو فرانس في موريشيوس لإجراء إصلاحات طارئة. كانت فرنسا وبريطانيا في حالة حرب، ولكن فليندرز ظن أن عمله العلمي يمنحه عبورا آمنا، ولكن حاكم الجزيرة شك فيه وأبقاه معتقلا لست سنوات. كتب في الأسر تفاصيل رحلاته كي ينشرها في المستقبل، ووضع فيها مقترحه ليسمي القارة الجديدة «أستراليا»، لتضم نيو ساوث ويلز وهولندا الجديدة، وعمل الحاكم لاكلان ماكواري بهذا الاقتراح.
عاد فليندرز إلى الوطن عام 1810، ولكن صحته تدهورت بسبب الأسر ولم يعش ليرى نشر مذكراته التي لقيت استحسان العديدين.

## بدايات حياته
ولد فليندرز في دونينغتون، قرب بوسطن في لينكونشاير، في 16 مارس 1774. أراد ماثيو في بادئ الأمر أن يتبع مهنة أبيه الجراح، لكن حماسه لحياة المغامرة دفعه لدخول البحرية الملكية، وهو ما فعله في 23 أكتوبر 1789. ذهب في رحلة بحرية إلى الجزر الصديقة (تونغا) وجزر الهند الغربية، وخدم في سفينة «بيليروفون» أثناء حملة اللورد هاو في 1 يونيو عام 1794 قرب ساحل أوشانت، وانطلق في 1795 كضابط بحري في سفينة «ريلاينس» إلى نيو ساوث ويلز.

## سنوات الاستكشاف
كرس فليندرز نفسه في السنوات التالية لمهمة مسح حدود الساحل الأسترالي بدقة، وقام بفحصه بعناية بحيث ترك القليل ليتم مسح على يد خلفائه. واصل اكتشافاته مع صديقه الجراح جورج باس واستكشف نهر جورج؛ وذهب إلى جزيرة نورفولك، وذهب الصديقان في مارس 1796 في قارب سموه «توم ثمب» وهو بطول مترين ونصف فقط، ورافقهم ولد ليساعدهم، واستكشفا امتداد الساحل إلى جنوب بورت جاكسون.
سافر فليندرز إلى رأس الرجاء الصالح، حيث تمت ترقيته إلى رتبة ملازم، انشغل فليندرز في فبراير 1798 بمسح جزر فورنو والتي تقع إلى شمال تسمانيا. تم تكليفه مع باس في سبتمبر من نفس السنة للمضي في السفينة الشراعية «نورفولك» والتي كانت تزن 25 طنا بالإبحار حول أرض فان ديمن ليثبت بشكل حاسم أنها جزيرة.
في صيف السنة اللاحقة، أبحر فليندرز في نفس السفينة الشراعية واستكشف المناطق إلى شمال بورت جاكسون، وكان الهدف منها بشكل رئيسي أن يمسح خليج غلاسهاوس (خليج موريتون) وخليج هيرفي. عاد إلى إنجلترا وعين في قيادة بعثة للاستكشاف الشامل لسواحل تيرا أوستراليس (وهو ما كانت تدعى به القارة الجنوبية في ذلك الوقت)، مع ذلك فيقال أن فليندرز كان أول من اقترح اسم أستراليا. وفي 18 يوليو 1801 أبحرت السفينة الشراعية «إنفستيغاتور» (334 طن) من سبيتهيد جنوب إنكلترا.
تم منح فليندرز جواز سفر من الحكومة الفرنسية إلى كل مسئوليهم في البحار الشرقية. ومن بين الطاقم العلمي كان روبرت براون، أحد أهم علماء النبات الإنجليز؛ وبين الضباط البحريين كان قريب فليندرز جون فرانكلين مستكشف المناطق القطبية. ووصلوا إلى رأس ليوفين على الساحل الجنوبي الغربي لأستراليا في 6 نوفمبر، ومضيق الملك جورج في 9 ديسمبر.
أبحر فليندر حول الخليج الكبير، تفحص الجزر والتضاريس على الجانب الشرقي ولاحظ طبيعة البلاد والناس ومنتجاتها، وانتبه بشكل خاص إلى موضوع اختلاف البوصلة. استكشف خلجان سبينسر وسانت فينسنت. وفي 8 أبريل 1802، بعد فترة قليلة من مغادرته جزر كانغارو الموجودة في خليج سانت فينسنت، التقى فليندرز مع سفينة استكشافية فرنسية تدعى «لو جوغراف» تحت قيادة الربان نيكولا بودان، في الخليج الآن المعروف بخليج إنكاونتر.
في قصة البعثة الفرنسية التي نشرت في 1807 (عندما كان فليندرز سجينا في موريتيوس) من رجل يدعى بيرون كان عالم الطبيعة في البعثة، فإن معظم الأرض غرب نقطة لقائهما زعم أنها اكتشفت من قبل بودان، والأسماء الفرنسية استبدلت بشكل كبير نظائرها الإنجليزية التي أعطيت من قبل فليندرز. فقط في 1814، عندما نشر فليندرز قصته الخاصة تم رفض القصة الحقيقية بالكامل. واصل فليندرز فحصه من الساحل على طول مضيق باس، مسح خليج بورت فيليب بعناية. ووصل إلى بورت جاكسون على 9 مايو 1802.

### الرحلة إلى خليج كاربنتاريا
بعد البقاء في بورت جاكسون لمدة شهرين تقريبا، انطلق فليندرز ثانية في 22 يوليو لإكمال طوافه البحري لأستراليا. وتفحص الحاجز المرجاني العظيم بعناية أكبر في عدة أماكن. ووصل إلى المدخل الشمالي الشرقي لخليج كاربنتاريا في بداية نوفمبر؛ وأمضى الشهور الثلاثة التالية في فحص شواطئ الخليج والجزر الذي التي تحاذيه. أصيبت السفينة وكانت ترسب الماء، ولكن فليندرز استطاع يكمل مسح خليج كاربنتاريا، وبعد التوقف في جزيرة تيمور، أبحرت سفينة «إنفستيغاتور» حول غرب وجنوب أستراليا، ووصلت بورت جاكسون في 9 يونيو 1803. عانى كل أعضاء الحملة تقريبا من المصاعب ووقع عدد كبير منهم ضحية المرض، وتدهورت صحة زعيمهم بداء الإسقربوط.

### رحلات لاحقة

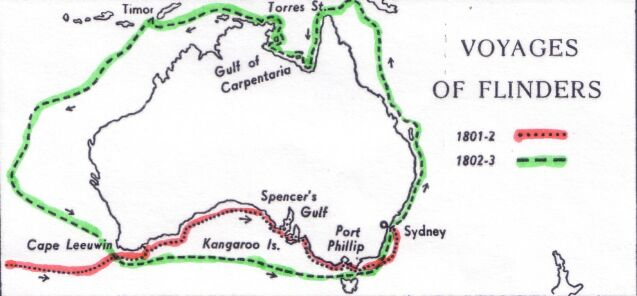
رحلات فليندرز حول أستراليا

صمم فليندرز على المضي إلى وطنه في السفينة «خنزير البحر» كمسافر، وقدم نتائج عمله إلى الأدميرالية، وأراد أن يحصل إن أمكن على سفينة أخرى لإكمال استكشافه للساحل الأسترالي. وانطلقت «خنزير البحر» من بورت جاكسون يوم 10 أغسطس، ورافقتها سفينة تدعي بريدجووتر زنتها 750 طن و«كاتو» وتزن 450 طن جاءتا من لندن.
في ليلة السابع عشر اصطدمت سفينتا «خنزير البحر» و«كاتو» فجأة على شق مرجاني وتحطمتا بسرعة. وعسكر الضباط والرجال على شاطئ رملي صغير، وتم إنقاذ كمية كبيرة من المؤن والعديد من الأوراق والمخططات. كان موقع الشعبة المرجانية حوالي 1200 كم من بورت جاكسون. وعاد فليندرز إلى بورت جاكسون في زورق بستة مجاديف لكي يحصل على سفينة لإنقاذ جماعته. ووصل إلى الشعبة المرجانية ثانية في 8 أكتوبر وتوجه إلى مضيق جونز في سفينة معيبة من 29 طن، تدعى «كمبرلاند» مع عشر رفاق ومجموعة ثمينة من الأوراق والمخططات والنماذج الجيولوجية وغيرها.

### سجنه
في 15 ديسمبر، انطلق إلى موريتيوس واكتشف بأن فرنسا وإنجلترا كانت في حالة حرب. كان جواز السفر الذي يملكه من الحكومة الفرنسية خاصا بسفينة «إنفستيغاتور»؛ ومع أنه كان الآن في سفينة أخرى، كانت رحلته من أجل نفس المهمة الأصلية، وكان عمله استمرارا لمشروع السفينة السابقة. ورغم هذا، فقد تم الحجز على سفينة «كمبرلاند» بأمر من الحاكم العام دي كاين عند وصولها في بورت لويس، وتم الحجز على أوراق فليندرز، والذي وجد نفسه سجينا. ولكن لا يصلنا الكثير عن هذا الأسر غير المبرر، الذي دام إلى يونيو 1810. لكن فليندرز أرغم على تحمل مشاق السجن لأكثر من ست سنوات، وهو ما أثر سلبا على صحته وأدى إلى موته المبكر.

## سنواته الأخيرة ومؤلفاته
وصل فليندرز إلى إنجلترا في أكتوبر 1810 بعد غياب دام أكثر من تسع سنوات. لكن الإجراءات البطيئة والعقيمة منعت كل الترقيات التي استحقها المستكشف سيئ الحظ، الذي كرس نفسه لكتابة سجل عن استكشافاته، على دي كاين احتفظ بجزء مهم من سجلاته. نشرت نتائج أعماله في مجلدين كبيرين، بمعنوان «رحلة بحرية إلى تيرا أوستراليس»، مع ملف خرائط. وفي اليوم ذاته (19 يوليو 1814) الذي نشر فيه العمل، مات فليندرز عن أربعين عاما.
يعتبر العمل عظيما في مجاله وهو نموذج مهم عن نوعه، ويحتوي قصته بنفسه وروايته عن الرحلات السابقة، لكن أهم محتواه موجود في بيانات النتائج العلمية، خصوصا فيما يتعلق بالمغناطيسية وعلم الأرصاد الجوية وعلم مسح البحار والملاحة. ركز فليندرز أكبر انتباهه على أخطاء البوصلة، خصوصا التي يسببها وجود الحديد في السفن. ومن المتفق عليه أنه أول من اكتشف مصدر مثل هذه الأخطاء (التي كانت بالكاد ملحوظة من قبل)، وبعد تحري قوانين الانحراف، اقترح اختراعا حصل الأستاذ بارلو على التقدير منه لسنوات بعدها وهو ما سمي بعمود فليندرز. والتجارب العديدة على مغناطيسية السفن أجريت في بورتسموث من قبل فليندرز بأمر من الأدميرالية في 1812.
إضافة إلى كتاب الرحلة البحرية، كتب فليندرز كتابا بعنوان «ملاحظات على ساحل أرض فان ديمن، مضيق باس وغيرها». ومقالين آخرين أحدهما عن «الإبرة المغناطيسية» (1805) والأخرى «ملاحظات على الباروميتر البحري» (1806).

## المناطق التي سميت على فليندرز
- خليج فليندرز وهو موجود في الجنوب الغربي في ولاية أستراليا الغربية
- جزيرة فلندرز وهي أكبر جزر فورنو شمال تسمانيا.
- جبال فليندرز وهي موجودة في شرق أستراليا الجنوبية
- حيد فليندرز وهو جزء من الحاجز المرجاني العظيم
- نهر فليندرز في غرب كوينزلاند والذي يصب في خليج كاربنتاريا

وهناك العديد من المناطق المسماة على سفنه منها:
- مجموعة جزر إنفستيغاتور على سفينته قرب شبه جزيرة أير في أستراليا الجنوبية
- مضيق إنفستيغاتور بين جزيرة كانغارو وشبه جزيرة يورك في أستراليا الجنوبية
- حيد كاتو في الحاجز المرجاني الكبير